# Cairo, Illinois
Cairo är en stad i Alexander County i sydligaste hörnet av delstaten Illinois, vid Ohioflodens förening med Mississippi. Cairo är administrativ huvudort (county seat) i Alexander County. Staden har genom sin historia ofta varit utsatt för översvämningar och blev så tidigt som 1858 nästan alldeles förstörd, men har återuppbyggts och blivit skyddad genom dammar. Cairo var tidigare av vikt såsom bomullsstapelplats.